# グラスマンの法則 (色彩)
色彩に関するグラスマンの法則（グラスマンのほうそく、英: Grassmann's laws）とは、人の色覚に関する経験則で、1953年、当時知られていた色光の加法混色の規則性をドイツのヘルマン・ギュンター・グラスマンが整理して発表したものである。 この法則を基礎として、CIE表色系や測色学が確立された。

## グラスマンによる定義
グラスマンによる定義は以下の通りである:

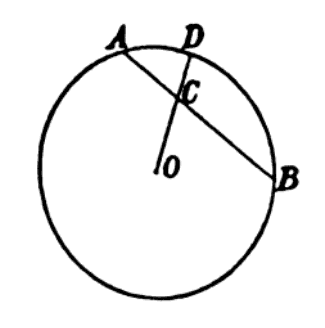
グラスマンによって1853年に書かれた、グラスマンの法則のスペクトル色の円形配置に関するイラスト。

| 「 | 補色ではない二つの単純なスペクトル色が相互に混色された場合、二つのスペクトル色の間に位置するある値の白色と混色された単一の色と同じであると色覚される。 | 」 |

## 現代における解釈
ある試験色の1色が他の2色の混色である場合を考える。単色光同士の混色に基づく等色実験においては、観察者における各々の原色光を等色させる値は、別々に観測された時の試験色を等色させる値をそれぞれ加算したものと等しい。
言い換えると、ある色の光1と2を初期色とし、観察者が{\displaystyle (R_{1},G_{1},B_{1})}を初期色1と等色になる原色光の強さ、{\displaystyle (R_{2},G_{2},B_{2})}を初期色2と等色になる原色光の強さとする。ここで、初期色1と2が混色されると、等色となる値は、それぞれの成分の和となる。すなわち、{\displaystyle (R,G,B)}において:
{\displaystyle R=R_{1}+R_{2}\,}
{\displaystyle G=G_{1}+G_{2}\,}
{\displaystyle B=B_{1}+B_{2}\,}
グラスマンの法則は、ある与えられた分光強度分布{\displaystyle I(\lambda )}を用いて、RGB座標は以下のように一般化される:
{\displaystyle R=\int _{0}^{\infty }I(\lambda )\,{\bar {r}}(\lambda )\,d\lambda }
{\displaystyle G=\int _{0}^{\infty }I(\lambda )\,{\bar {g}}(\lambda )\,d\lambda }
{\displaystyle B=\int _{0}^{\infty }I(\lambda )\,{\bar {b}}(\lambda )\,d\lambda }
これらの式は{\displaystyle I(\lambda )}において線形であり、{\displaystyle {\bar {r}}(\lambda ),{\bar {g}}(\lambda ),{\bar {b}}(\lambda )}はそれぞれの原色に対応する等色関数となっている。